# Miramax
Miramax, LLC (también conocida como Miramax Films) es una empresa estadounidense de entretenimiento, conocida por producir y distribuir películas y programas de televisión. Tiene su sede en Los Ángeles, California.  Miramax fue fundada en 1979 por los hermanos  Bob y Harvey Weinstein, y fue una compañía líder independiente de distribución y producción de películas antes de ser adquirida por The Walt Disney Company el 30 de junio de 1993. 
Los Weinsteins operaron Miramax con más independencia creativa y financiera que cualquier otra división de Disney hasta el 30 de septiembre de 2005, cuando dejaron la compañía y fundaron un nuevo estudio, The Weinstein Company.  Miramax fue vendida por Disney a Filmyard Holdings, una empresa conjunta de Colony NorthStar, Tutor-Saliba Corporation y Qatar Investment Authority, en 2010, terminando los 17 años de Disney, propiedad del estudio.  En 2016, la compañía fue vendida al beIN Media Group.  En 2019, beIN acordó vender una participación del 49% en la compañía a Paramount Global (a través de su unidad Paramount Pictures).

## Historia

### Era independiente (1979–1993)
La compañía fue fundada por los hermanos Harveyy y Bob Weinstein en Búfalo, Nueva York, en 1979, y fue nombrada combinando los nombres de sus padres, Miriam y Max. Fue creada para distribuir películas independientes consideradas comercialmente inviables por los estudios majors.
El primer gran éxito de la compañía se produjo cuando los Weinsteins se asociaron con el productor británico Martin Lewis y adquirieron los derechos estadounidenses de dos películas de conciertos que Lewis había producido de programas benéficos para la organización de derechos humanos Amnistía Internacional. Los Weinsteins trabajaron con Lewis para juntar las dos películas en una sola película para el mercado estadounidense. La película resultante, la versión estadounidense de The Secret Policeman's Other Ball, fue un lanzamiento exitoso para Miramax en el verano de 1982. Este estreno presagiaba un modus operandi que la compañía emprendería más tarde en la década de 1980 de adquirir películas de cineastas internacionales y reelaborarlas para adaptarse a las sensibilidades y audiencias estadounidenses.
Entre las otras películas revolucionarias de la compañía como distribuidora a finales de la década de 1980 y principios de la de 1990, se encontraba Pulp Fiction Scandal; Sex, Lies, and Videotape; ¡Átame!; The Crying Game y Clerks. La compañía también realizó películas como Flirting with Disaster, Criaturas celestiales y Shakespeare in Love.
Miramax adquirió y/o produjo muchas otras películas que tuvieron un excelente desempeño financiero. La compañía se convirtió en uno de los líderes del auge del cine independiente de la década de 1990. Miramax produjo o distribuyó siete películas con ingresos brutos de taquilla por un total de más de $100 millones de dólares; su título más exitoso, Chicago, recaudó más de $300 millones de dólares en todo el mundo.
La compañía también tuvo un éxito excepcional al obtener nominaciones a los Premios de la Academia por sus lanzamientos, muchos de los cuales resultaron en premios Oscar.
En 1992, Miramax comenzó un acuerdo con Paramount Pictures para la distribución de VHS y televisión de ciertos lanzamientos de Miramax. Paramount también distribuiría ciertas películas que podrían tener un atractivo comercial (como Bob Roberts, aunque los derechos de video de esa película eran propiedad de LIVE Entertainment, que ahora es Lions Gate Entertainment). Paramount aún posee los derechos de video de algunas de estas películas, mientras que la distribución de televisión ahora es con Trifecta Entertainment & Media.

### Era Disney (1993–2010)
El 30 de junio de 1993, The Walt Disney Company compró Miramax por $60 millones de dólares, lo que allanó el camino para que Disney ingresara al mercado de películas independientes. Harvey y Bob Weinstein continuaron operando Miramax hasta que dejaron la compañía el 30 de septiembre de 2005. Durante su mandato, los hermanos Weinstein administraron Miramax independientemente de otras subsidiarias de Disney, y como resultado tenían más autonomía que las otras compañías propiedad de Disney. Disney, sin embargo, tuvo la última palabra sobre lo que Miramax podría estrenar (ver Fahrenheit 9/11 y Dogma, para ejemplos). La división de Disney Buena Vista Home Entertainment lanzó la salida de Miramax.
Además de poseer Miramax entre 1993 y 2010, Disney también poseía los derechos del catálogo anterior a 1993 de Miramax en ese momento.
Con un presupuesto más estable, Miramax comenzó a ir más allá de las adquisiciones y la distribución, hacia las producciones de cine. Hasta el 30 de septiembre de 2005, la compañía también operaba el sello Dimension Films, que fue fundado únicamente por Bob para especializarse en películas para adolescentes, terror y otros géneros, y creó las franquicias de películas Scream y Scary Movie. Harvey financió proyectos más grandes y de directores prometedores como Robert Rodriguez, Gus Van Sant y Quentin Tarantino. Algunas de las películas ganaron Oscars.
En 1997, Miramax se unió a Peter Jackson como principal patrocinador financiero al intentar que se produjeran las películas de El señor de los anillos. A Disney no le gustó el costo de una película de dos partes y solicitó que se produjera como una sola película. Jackson y Saul Zaentz rechazaron la solicitud de Disney y buscaron otro estudio o financiero. Por lo tanto, Miramax vendió los derechos de El señor de los anillos y El Hobbit a New Line Cinema en agosto de 1998 por aproximadamente $12 millones de dólares, lo que llevó a El señor de los anillos a producirse como una trilogía. Miramax retuvo una participación del 5% en el bruto de las películas y luego entregó el 2.5% a los Weinsteins.
A través de Miramax, Harvey fundó la revista Talk con Tina Brown en 1998 (se cerró en 2002), aunque sin la aprobación del entonces jefe de Disney, Michael Eisner, lo que molestó a Eisner. También ese año, 30 exempleados presentaron una demanda por salarios de horas extras no pagados.
Para el año 2003, Miramax era menos operativo en el mercado de películas independientes y se convirtió en una gran minorista ya que la compañía solo adquirió 3 películas mientras producía Cold Mountain por $80 millones de dólares. Los Weinsteins afirmaron que la compañía era rentable, pero el presidente de The Walt Disney Co., Robert Iger, indicó en junio de 2004 que no contabilizaban adecuadamente los "gastos generales estándar de la cuenta, las tarifas de distribución, las bonificaciones que pagamos a Bob y Harvey. Tampoco están aplicando las normas contables actuales."
Después de extensas negociaciones y mucha especulación de los medios y la industria, el 30 de marzo de 2005, Disney y los Weinsteins anunciaron que no renovarían su relación contractual cuando sus acuerdos existentes expiraran a fines de septiembre de 2005. La principal fuente de disputa fue la distribución de Fahrenheit 9/11 por Michael Moore. El consorcio de estudios de cine de Disney, el Buena Vista Motion Pictures Group, asumió el control de Miramax, que se proyecta que tenga un presupuesto de producción anual más pequeño. Los Weinsteins comenzaron una nueva compañía de producción cinematográfica llamada The Weinstein Company, y se llevaron a Dimension Films con ellos. El nombre de Miramax permaneció con el estudio de cine propiedad de Disney. La producción en Miramax fue asumida por Daniel Battsek, quien había sido jefe de Buena Vista International en el Reino Unido. Battsek reorientó Miramax para producir películas de alta calidad pero con bajo presupuesto. Maple Pictures tenía los derechos para distribuir películas de Miramax en Canadá desde 2008 hasta el 10 de agosto de 2011, cuando Alliance Films adquirió Maple Pictures.
El abogado Bert Fields de Greenberg Glusker Fields representó a Bob y Harvey Weinstein a través de años de escaramuzas entre Miramax y su propietario corporativo Disney, y rara vez hizo declaraciones públicas hasta que resolvió la salida de los hermanos en 2005, sin litigios.
El 3 de octubre de 2009, Disney anunció que el personal de Miramax se reduciría en un 70%, y el número de estrenos se reduciría a la mitad a solo tres películas por año. Las funciones de marketing, distribución y administración de la marca, que habían funcionado de forma independiente, se incorporarían al estudio matriz en Burbank. La medida entró en vigencia en enero de 2010. El 30 de octubre de 2009, Disney anunció la renuncia de Daniel Battsek como presidente de Miramax Films, fue un logro cuando se completó la transición del estudio en Nueva York a Burbank. La compañía fusionó sus operaciones con The Walt Disney Studios el 28 de enero de 2010, cerrando las oficinas separadas de Miramax en Nueva York y Los Ángeles.
Aunque el presidente de Disney Studios, Dick Cook, era un firme defensor de Miramax, la marca era menos prioritaria para el CEO de Disney Bob Iger, cuya estrategia era centrarse en el entretenimiento masivo de la marca Disney que puede explotarse en los parques temáticos, televisores y productos de consumo de Disney. Luego de la adquisición de Marvel Entertainment por parte de Disney por $4 mil millones de dólares en 2009, Rich Ross sucedió a Cook. Como resultado, Miramax fue relegado al estado de una marca de distribución dentro de The Walt Disney Company. La compañía confirmó que estaba buscando vender la marca Miramax el 9 de febrero de 2010, con Bob Iger explicando "Determinamos que continuar invirtiendo en nuevas películas de Miramax no era necesariamente nuestra estrategia central".
El 23 de noviembre de 2010, se informó que Google estaba interesado en comprar los derechos digitales del catálogo de Miramax para mejorar las ofertas de contenido prémium en YouTube y competir con servicios similares como Hulu y Netflix.

### Post-Era Disney (2010–presente)

El logotipo de Miramax se utilizó a partir de 2011; En 2018, se agregó un byline de la compañía y el color de la marca denominativa se cambió a azul.

El 3 de diciembre de 2010, Disney cerró la venta de Miramax por $663 millones de dólares a Filmyard Holdings, un grupo de inversión y una empresa conjunta de Colony NorthStar, Tutor-Saliba Corporation y Qatar Investment Authority. La venta incluyó 700 títulos de películas, libros, proyectos en desarrollo y el nombre "Miramax". Mike Lang, el exejecutivo de desarrollo comercial de News Corporation que fue seleccionado como CEO de Miramax, indicó que la compañía se centraría en su catálogo existente, aunque continuarían creando contenido original.
Después de que se cerró la venta, algunas películas ya desarrolladas en Miramax, incluidas The Tempest y Gnomeo & Juliet, fueron finalmente lanzadas por Disney bajo su filial Touchstone Pictures, y la distribución en cines de Don't Be Afraid of the Dark y The Debt se trasladó a FilmDistrict y Focus Features respectivamente.
El 11 de febrero de 2011, Miramax firmó un acuerdo de entretenimiento en el hogar con Lions Gate Entertainment y StudioCanal para distribuir más de 550 títulos del catálogo de Miramax en DVD y Blu-ray. Lionsgate se encargará de la distribución en los Estados Unidos, y StudioCanal se encargará de la distribución en Europa. El 17 de febrero, llegaron a un acuerdo con Echo Bridge Home Entertainment para distribuir el catálogo adicional de 251 títulos de la compañía a nivel nacional en DVD/Blu-ray. El último acuerdo expiró en octubre de 2014, después de lo cual Lionsgate amplió su acuerdo actual para incluir la colección del catálogo de Echo Bridge; por lo tanto, Lionsgate tiene una distribución completa de entretenimiento en el hogar de todo el catálogo de Miramax en Norteamérica. De 2012 a 2017, Warner Home Video asumió la distribución japonesa de entretenimiento en el hogar del catálogo de Miramax.
El 1 de marzo de 2011, Miramax renovó su acuerdo de distribución canadiense con Alliance Films, que había sido un distribuidor de los lanzamientos de Miramax en Canadá de 1987 a 2008 y reemplazará a Maple Pictures (que había distribuido estrenos de Miramax de 2008 a 2011). Alliance tendrá acceso a todos los títulos del catálogo de la compañía nuevamente y los derechos de distribución a las nuevas películas de Miramax producidas en los próximos cinco años.
El 25 de marzo de 2011, Miramax entró en conversaciones de licencia con varios servicios prémium digitales, incluidos Netflix, Amazon, Google y Hulu, para la distribución digital del catálogo de películas de la antigua compañía.
El 6 de septiembre de 2011, Miramax anunció que cientos de sus títulos de películas estaban disponibles digitalmente en territorios latinoamericanos, incluidos Brasil, México y Argentina, bajo un acuerdo de varios años con Netflix. Miramax firmó el 28 de septiembre un acuerdo de varios años para llevar una amplia gama de sus películas a los suscriptores de Hulu en Japón. El 16 de noviembre de 2011, Miramax anunció un acuerdo de licencia digital de varios años para transmitir una amplia gama de películas a los miembros de Netflix en el Reino Unido e Irlanda, y el 21 de noviembre de 2011, NetMovies y Miramax de Brasil llegaron a un acuerdo de varios años de películas por streaming.
Durante 2011, Miramax recaudó fondos a través de una titulización respaldada por una película que valoró a la compañía en más de $800 millones de dólares.
El 29 de enero de 2012, Panasonic anunció que la aplicación Miramax sería una de las nuevas aplicaciones para unirse a Viera Connect en 2012, permitiendo a los usuarios acceder al catálogo de películas de Miramax. El 31 de enero de 2012, Miramax firmó un acuerdo de video bajo demanda con BT Vision que brinda a los suscriptores de BT Vision Unlimited acceso instantáneo a una gama de las películas galardonadas de Miramax.
El 16 de marzo de 2012, Mike Lang dejó el cargo de CEO de Miramax. El director financiero de Miramax, Steve Schoch, dirigió la compañía hasta 2016.
En marzo de 2012, la emisora multicanal de la marca Miramax del Reino Unido, UKTV, anunció un acuerdo de licencia en virtud del cual varias de las películas exitosas del estudio estarán disponibles para los suscriptores de UKTV a través de sus canales básicos de paga y de TDT.
El 1 de abril de 2012, Miramax y Sky Italia, la plataforma líder de televisión de paga de Italia, anunciaron un acuerdo en virtud del cual esa red emitirá muchos de los títulos principales de la colección de Miramax en todos sus canales de televisión de paga en Italia. El 2 de abril de 2012, Miramax y el Samuel Goldwyn Jr. Family Trust anunciaron que el equipo de Ventas Globales de Miramax administrará las licencias globales del catálogo producido por Samuel Goldwyn en una amplia gama de plataformas digitales y de televisión.
El 22 de enero de 2013, Ron Tutor vendió su participación en Miramax al copropietario de la Autoridad de Inversiones de Catar.
El 16 de diciembre de 2013, Miramax llegó a un acuerdo con The Weinstein Company de Bob y Harvey Weinstein para desarrollar y distribuir obras derivadas selectas de películas del antiguo estudio. Secuelas, series de televisión o producciones teatrales de títulos como Rounders y Shakespeare in Love se encuentran entre los proyectos que se dice que son parte de este acuerdo.
En octubre de 2014, Miramax anunció que licenciará los derechos de distribución digital y de televisión al catálogo de Revolution Studios, que también incluye el catálogo de Morgan Creek International.
El 17 de julio de 2015, Qatar y Colony NorthStar pusieron a la venta Miramax por una oferta de $1000 millones. de dólares. Harvey y Bob Weinstein habrían recuperado el interés en volver a adquirir el estudio a través de TWC en septiembre. El 2 de marzo de 2016, Miramax fue vendida al beIN Media Group, un spin-off de Al Jazeera Media Network (que anteriormente pertenecía a su tocayo beIN Sports).
En una entrevista de julio de 2016, Harvey Weinstein declaró que todavía estaba interesado en combinar el catálogo de películas de TWC con la de Miramax, después de la adquisición de esta última por parte de beIN.
Después de que el cofundador de Miramax, Harvey Weinstein, fuera acusado de agresión sexual, Miramax se convirtió en una de las 60 partes que ofertó por The Weinstein Company el 16 de enero de 2018. El 27 de abril, Miramax y Lantern Capital surgieron como los contendientes más fuertes para adquirir los activos de TWC. Finalmente, fue Lantern quien adquirió el catálogo de TWC.
El 7 de junio de 2019, beIN comenzó el proceso de vender aproximadamente el 50% de Miramax en un esfuerzo por ofrecerlo para el crecimiento. Lionsgate (que actualmente distribuye los títulos de Miramax en el video casero), Spyglass Media Group (propietarios del catálogo de Weinstein Company, heredada a través de su acuerdo con Lantern) y Viacom (la empresa matriz de Paramount que se fusionó con CBS Corporation el 4 de diciembre de 2019 para forma ViacomCBS) son vistos como los principales contendientes para adquirir una participación en la empresa. Sin embargo, el 19 de agosto de 2019, Lionsgate y Viacom fueron los únicos contendientes, ya que el Spyglass Media Group abandonó la contienda. El 11 de septiembre de 2019, se anunció que Lionsgate había retirado su oferta, convirtiendo a Viacom en el único postor para la participación en Miramax. Pero el 8 de noviembre de 2019, Viacom salió de las negociaciones para adquirir la participación. Después de fusionarse con CBS Corporation para convertirse en ViacomCBS, la empresa combinada reanudó las conversaciones con Miramax.
El 20 de diciembre de 2019, ViacomCBS anunció que adquiriría el 49% de Miramax de beIN por al menos $375 millones de dólares, con Paramount Pictures obteniendo derechos exclusivos de distribución mundial del catálogo de Miramax, al igual que el catálogo de Dimension Films anterior a octubre de 2005. ViacomCBS y Miramax también coproducirán contenido nuevo basado en títulos del catálogo de Miramax. Se espera que el acuerdo se cierre en el primer trimestre de 2020.

## Crítica
La compañía ha sido criticada por retrasar o retener el lanzamiento de películas asiáticas a las que adquiere los derechos de distribución de EE. UU. Al intentar prohibir a los minoristas que exporten legalmente DVD auténticos de las películas.
En una entrevista de 2005, el director Hayao Miyazaki relató que Harvey Weinstein buscó agresivamente una gran cantidad de ediciones de la película animada de Miyazaki, La princesa Mononoke, para el lanzamiento estadounidense de la película. Miyazaki declaró que su productor le envió a Weinstein una espada samurái con el mensaje "Sin cortes" adjunto a la hoja. Según Miyazaki, la película se estrenó sin las ediciones que Weinstein quería. Weinstein siempre ha insistido en que dicha edición se realice con el interés de crear la película económicamente más viable. "No estoy cortando la escenas por diversión", dijo Weinstein en una entrevista. "Las estoy cortando para que la mierda funcione. Toda mi vida serví a un maestro: la película. Me encantan las películas".